# Pseudocolus fusiformis
Pseudocolus fusiformis är en svampart som först beskrevs av Eduard Fischer, och fick sitt nu gällande namn av Lloyd 1909. Pseudocolus fusiformis ingår i släktet Pseudocolus och familjen stinksvampar.   Inga underarter finns listade i Catalogue of Life.